# Joachim Hansen
Joachim Hansen, född 28 juni 1930 i Frankfurt an der Oder, död 13 september 2007 i Berlin, var en tysk skådespelare. 

## Filmografi (urval)
- 1956 – Afrikas stjärna
- 1958 – Laila
- 1959 – Und ewig singen die Wälder
- 1976 – Örnen har landat
- 1983 – Krigets vindar (TV-serie)

## Fotnoter
1. 1 2  filmportal.de, Filmportal-ID: d01a57e1b2ff442b8d576ba1e9119c72, läst: 9 oktober 2017.[källa från Wikidata]
2. ↑  Gemeinsame Normdatei, läst: 10 december 2014.[källa från Wikidata]
3. ↑  Gemeinsame Normdatei, läst: 30 december 2014.[källa från Wikidata]